# 查爾斯·庫珀曼
查爾斯·庫珀曼（英語：Charles Martin Kupperman，1950年11月9日—），曾在2019年1月至9月擔任美國副國家安全顧問，隨後在2019年9月充當了約翰·波頓和羅伯特·C·奧布萊恩之間的代理美國國家安全顧問，持續了八天。

## 早年生活
庫柏曼在1968年畢業於沃基根高中，並在那裡參加校棒球隊。他的父母在沃基根經營一家油漆廠。
庫柏曼於1972年取得普渡大學政治學學士學位，隨後於1973年獲得英屬哥倫比亞大學國際關係碩士學位 。他的碩士論文題為《1945-1972年美國戰略學說的戰略、技術和制定》。庫柏曼於1980年在南加州大學取得策略研究博士學位，博士論文題為《SALT II 辯論》，並由威廉·范·克利夫指導。

## 職業生涯
1978年到1980年期間，庫柏曼擔任了當前危險委員會的高級國防分析師。
1980年，庫柏曼擔任羅納德·里根總統競選活動的外交政策顧問。里根當選後，庫柏曼加入了里根政府。他從1985年12月開始擔任美國國家航空暨太空總署代理局長的執行助理 ，隨後擔任美國軍備控制和裁軍局軍備控制總諮詢委員會的執行主任，之前曾擔任人事管理局主任行政助理 。1986年7月被任命為總統特別助理兼行政辦公室副主任。
1991年，庫柏曼成為Xsirius Superconductivity的總裁兼首席執行官，這家公司是位於弗吉尼亞州阿靈頓的一家小型公司，專注於開發高溫超導技術的商業應用。
庫柏曼還曾在兩家國防承包商洛克希德馬丁公司和波音公司工作。他曾擔任波音公司導彈防禦系統業務開發副總裁和洛克希德馬丁公司華盛頓太空業務副總裁。六年後，他於2006年7月從波音退休。
從2001年到2010年，庫柏曼擔任安全政策中心董事會成員。2014年年底，他擔任新罕布夏州政治行動委員會博爾頓的財務主管。
2018年4月，博爾頓被選為國家安全顧問後，庫柏曼擔任國家安全委員會臨時領導職務。2019年1月，他成為副國家安全顧問，接替2018年11月中旬離開該職位的米拉·里卡迪爾。2019年9月10日，約翰·波頓辭去美國國家安全顧問職務，庫柏曼被任命為代理美國國家安全顧問。美國伊斯蘭關係委員會表示，由於安全政策中心的反伊斯蘭言論記錄，它對庫柏曼的任命感到「震驚」。
9月18日，羅伯特·C·奧布萊恩上任，代理國家安全顧問職務被解除；四天后，即9月22日，他被博明取代，擔任副國家安全顧問。

## 特朗普-烏克蘭醜聞
庫柏曼正在參加7月25日的電話會議，據稱川普總統向烏克蘭總統澤連斯基施壓，要求調查拜登父子。庫柏曼計劃於2019年10月28日在負責處理針對特朗普-烏克蘭醜聞的唐納德·川普彈劾調查的三個眾議院委員會作證。川普政府透過白宮法律顧問帕特·希坡隆以書面指示庫柏曼不要遵守眾議院傳票，聲稱「憲法豁免權」將保護他。隨後，庫柏曼提起訴訟，要求聯邦法官決定他是否必須遵守眾議院傳票或川普政府不作證的要求。庫柏曼的律師辯稱，他面臨著政府立法部門和行政部門之間“不可調和的命令”，只能由司法部門決定 。由於眾議院傳票被撤回，理查德·J·萊昂法官於2019年12月30日駁回了查爾斯·庫珀曼訴美國眾議院等人一案，理由是原告提出反對意見，稱他仍面臨蔑視、逮捕、以及重新發出傳票的罰款，儘管眾議院律師已承諾不會這樣做。

## 個人生活
庫柏曼是猶太人。他的妻子朱迪也畢業於沃基根鎮高中。他和她共育有三個孩子。

## 外度連結
- 维基共享资源上的相關多媒體資源：查爾斯·庫珀曼

| 官衔               | 官衔                         | 官衔                       |
| ------------------ | ---------------------------- | -------------------------- |
| 前任者： 約翰·波頓 | 美國國家安全顧問 代理 2019年 | 繼任者： 羅伯特·C·奧布萊恩 |